# Otto Schmelzeisen
Otto Schmelzeisen (* 10. April 1892; † 11. März 1983) war ein deutscher Judopionier und Träger des 8. Dan im Judo.

## Leben
Schmelzeisen lernte 1922 als Polizeibeamter in der Ausbildung Jiu Jitsu kennen und gründete noch im Dezember desselben Jahres den späteren Judo Club Wiesbaden 1922, dessen Dojo heute nach ihm benannt ist. Er nahm 1932 zusammen mit Alfred Rhode im Frankfurter Waldstation an der vom 1. DJC (Frankfurt am Main) ausgerichteten ersten Internationalen Judo-Sommerschule in Deutschland teil, bei der auch Kanō Jigorō anwesend war.
Auch während des Dritten Reichs setzte sich Schmelzeisen für die Förderung des Judo Sportes ein. Als Mitglied der NSDAP (1938 – 1945) und Gauobmann für Judo (1935–1945) musste er sich, wie alle Mitglieder der NSDAP oder von NS-Organisationen einem Spruchkammerverfahren unterziehen.
Die Spruchkammer „Wiesbaden -195 –“ stufte Otto Schmelzeisen im Wissen um die ausgeübten Funktionärsämter als „Mitläufer“ ein, „die amtlichen Ermittlungen haben für den Betroffenen keine Belastung ergeben.“
Erst 1948 war es in Deutschland wieder erlaubt Kampfsport zu trainieren. Schmelzeisen baute den Judo Club Wiesbaden 1922 wieder auf und führte ihn bis 1954.
Des Weiteren wirkte er als hessischer Landesfachwart für Judo im Deutschen Athletenbund sowie als Bundessportwart für Judo bis zur Gründung des Deutschen Judo-Bundes.
1973 wurde Schmelzeisen als erster Judoka aufgrund seiner Verdienste um den Judosport mit dem Bundesverdienstkreuz 1. Klasse ausgezeichnet. Der 8. Dan im Judo wurde ihm 1977 zu seinem 85. Geburtstag vom Deutschen Dan-Kollegium verliehen.